# Saint-Fraimbault-de-Prières
Saint-Fraimbault-de-Prières és un municipi francès situat al departament de Mayenne i a la regió de País del Loira. L'any 2007 tenia 982 habitants.

## Demografia

### Població
El 2007 la població de fet de Saint-Fraimbault-de-Prières era de 982 persones. Hi havia 316 famílies de les quals 68 eren unipersonals (40 homes vivint sols i 28 dones vivint soles), 100 parelles sense fills, 136 parelles amb fills i 12 famílies monoparentals amb fills.
La població ha evolucionat segons el següent gràfic:
Habitants censats

### Habitatges
El 2007 hi havia 372 habitatges, 324 eren l'habitatge principal de la família, 25 eren segones residències i 23 estaven desocupats. 364 eren cases i 6 eren apartaments. Dels 324 habitatges principals, 252 estaven ocupats pels seus propietaris i 72 estaven llogats i ocupats pels llogaters; 2 tenien una cambra, 17 en tenien dues, 50 en tenien tres, 83 en tenien quatre i 172 en tenien cinc o més. 247 habitatges disposaven pel capbaix d'una plaça de pàrquing. A 128 habitatges hi havia un automòbil i a 181 n'hi havia dos o més.

### Piràmide de població
La piràmide de població per edats i sexe el 2009 era:
| Homes | Edats   | Dones |
| ----- | ------- | ----- |
| 0     | 95 o +  | 4     |
| 0     | 90 a 94 | 4     |
| 0     | 85 a 89 | 8     |
| 0     | 80 a 84 | 12    |
| 20    | 75 a 79 | 32    |
| 16    | 70 a 74 | 36    |
| 12    | 65 a 69 | 16    |
| 24    | 60 a 64 | 16    |
| 8     | 55 a 59 | 28    |
| 28    | 50 a 54 | 28    |
| 20    | 45 a 49 | 24    |
| 48    | 40 a 44 | 20    |
| 40    | 35 a 39 | 28    |
| 28    | 30 a 34 | 24    |
| 44    | 25 a 29 | 44    |
| 24    | 20 a 24 | 32    |
| 24    | 15 a 19 | 20    |
| 20    | 10 a 14 | 32    |
| 40    | 5 a 9   | 28    |
| 36    | 0 a 4   | 44    |

## Economia
El 2007 la població en edat de treballar era de 623 persones, 443 eren actives i 180 eren inactives. De les 443 persones actives 417 estaven ocupades (233 homes i 184 dones) i 26 estaven aturades (7 homes i 19 dones). De les 180 persones inactives 42 estaven jubilades, 49 estaven estudiant i 89 estaven classificades com a «altres inactius».

### Ingressos
El 2009 a Saint-Fraimbault-de-Prières hi havia 327 unitats fiscals que integraven 892 persones, la mediana anual d'ingressos fiscals per persona era de 16.414,5 €.

### Activitats econòmiques
Dels 22 establiments que hi havia el 2007, 3 eren d'empreses extractives, 1 d'una empresa alimentària, 1 d'una empresa de fabricació d'altres productes industrials, 1 d'una empresa de construcció, 5 d'empreses de comerç i reparació d'automòbils, 3 d'empreses de transport, 1 d'una empresa d'hostatgeria i restauració, 1 d'una empresa financera, 1 d'una empresa immobiliària, 1 d'una empresa de serveis, 1 d'una entitat de l'administració pública i 3 d'empreses classificades com a «altres activitats de serveis».
Dels 5 establiments de servei als particulars que hi havia el 2009, 3 eren tallers de reparació d'automòbils i de material agrícola i 2 perruqueries.
L'únic establiment comercial que hi havia el 2009 era una fleca.
L'any 2000 a Saint-Fraimbault-de-Prières hi havia 41 explotacions agrícoles que ocupaven un total de 799 hectàrees.

## Equipaments sanitaris i escolars
El 2009 hi havia una escola elemental.

## Poblacions més properes
El següent diagrama mostra les poblacions més properes.